# Psalm 51

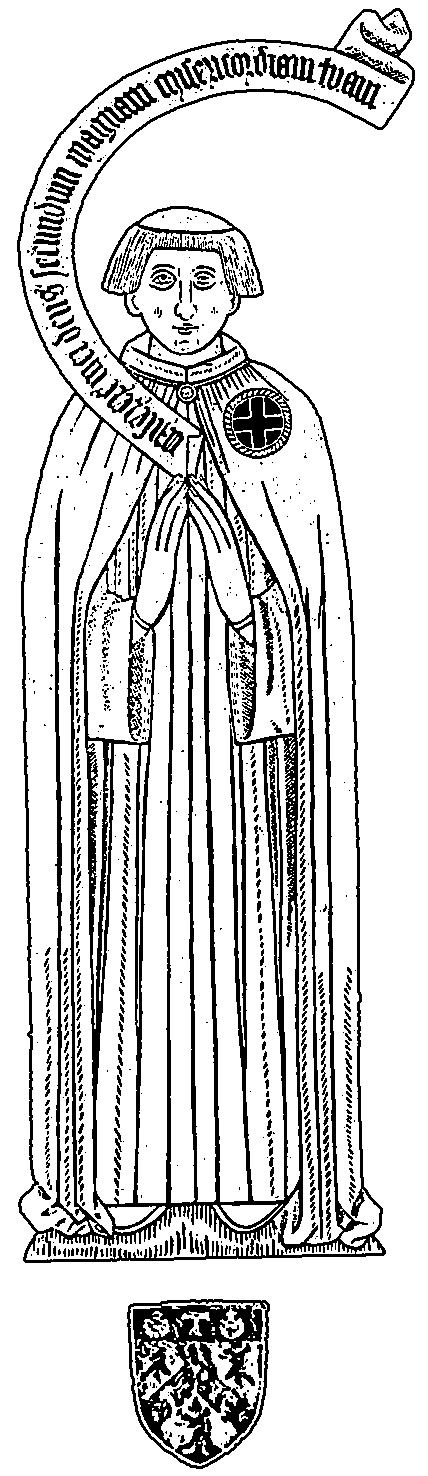
Brasse des englischen Kanonikers Roger Lupton († 1540) in der Eton College Chapel. Auf der Schriftrolle ist das Incipit des Psalms zu lesen.

Der 51. Psalm (nach griechischer Zählung der 50.) gehört in die Reihe der sieben Bußpsalmen. Nach seinem Incipit in der  lateinischen  Vulgata (Miserere mei, Deus, secundum magnam misericordiam tuam, „Gott, sei mir gnädig nach deiner Huld, tilge meine Frevel nach deinem reichen Erbarmen“) wird der Psalm im liturgischen Kontext auch kurz als Miserere bezeichnet. Der Text findet sich in der Einheitsübersetzung: (Ps 51 ).

## Auslegungsgeschichte
Die älteste christliche Auslegung des 51. Psalms findet sich in den Enarrationes in Psalmos von Augustinus von Hippo. Er hält den Psalm für ein Beispiel für alle Christen. Im Sinne der mittelalterlichen katholischen Bußpraxis legte zum Beispiel Cassiodor den Psalm aus. Bei Martin Luther nimmt der 51. Psalm eine zentrale Rolle ein – auf ihn bezieht er sich immer wieder in seinen Dictata super Psalterium.

## Liturgie
Im römischen Stundenbuch hat der Psalm seit der Einführung des Vierwochenpsalters bei der Reform des Stundengebets durch die apostolische Konstitution Laudis canticum Papst Pauls VI. vom 1. November 1970 seinen Platz als erster Psalm in den Laudes des Freitags.
In den Regula Benedicti ist der Psalm täglicher Teil der Laudes. Diese Ordnung wurde auch lange im römischen Brevier übernommen. Nach der apostolischen Konstitution Divino afflatu Papst Pius X. von 1911 war er nur noch im Advent, der Fastenzeit und den Quatembertagen fester Teil der Laudes, andernfalls Teil der Matutin des Mittwochs.
Bis zur Reform der Karwochenliturgie wurde mit ihm außerdem jede Hore des Triduum Sacrum abgeschlossen.
Sowohl in der katholischen als auch der evangelischen Tagzeitenliturgie wird der Vers 17 im Eingang der Matutin verwendet. In der jüdischen Liturgie dient derselbe Vers zur Einleitung des täglichen Achtzehnbittengebets. Dort heißt es:

„Herr, tue meine Lippen auf, dass mein Mund deinen Ruhm verkündige […]“

Im römischen Ritus kommen die Verse 9 und 1 in der Antiphon zum Asperges vor:

„Asperges me, Domine, hyssopo, et mundabor: lavabis me, et super nivem dealbabor. Miserere mei, Deus, secundum magnam misericordiam tuam.“

Die seit dem frühen Mittelalter entstandenen Gebete, die der Priester zur Vorbereitung auf die heilige Messe verrichtete, begannen mit dem Beten des Psalms 51, ergänzt um Versikel und Orationen, es folgten die Gebete zur Händewaschung und die Ankleidegebete.

## Rezeption
Berühmte Vertonungen stammen von Orlando di Lasso, Jan Dismas Zelenka, Giovanni Pierluigi da Palestrina, E. T. A. Hoffmann und Gregorio Allegri. Letztere, Allegris doppelchöriges Miserere, ist nicht zuletzt durch die Legende bekannt geworden, dass Wolfgang Amadeus Mozart deren vom Vatikan geheim gehaltene (neunstimmige) Partitur 1770 nach nur einmaligem Anhören des Werks aus dem Gedächtnis fehlerfrei niedergeschrieben haben soll.
Der Text des protestantischen Chorals Erbarm dich mein o Herre Gott ist eine deutsche Nachdichtung des Psalms von Erhard Hegenwald aus dem Jahr 1524. Das Lied war seinerseits Vorlage für Kompositionen, unter anderem von Johann Sebastian Bach (z. B.: Tilge, Höchster, meine Sünden, BWV 1083, eine Bearbeitung von Pergolesis Stabat mater), Heinrich Schütz (Becker-Psalter: Erbarm dich mein, o Herre Gott, SWV 148) und Heinrich Scheidemanns Erbarm dich mein.
Johannes Brahms hat in op. 29 die fünfstimmige Motette "Schaffe in mir Gott, ein rein Herz" komponiert, deren Text sich auf Ps 51, 12-14 beschränkt.